# 71 Orionis
71 Orionis é uma estrela na direção da constelação do Órion cuja idade é de 1.700.000 anos. Distante 68,9 anos-luz do Sol, 71 Orionis tem uma magnitude visual aparente de +5,20.